# Mugalzhar (cheval)
Pour les articles homonymes, voir Mugalzhar.
Le Mugalzhar est une race de chevaux à viande et à production de lait, originaire du Kazakhstan. Issu de croisements entre le Kazakh et le Jabe, le Mugalzhar est élevé de façon extensive toute l'année, en vastes tabounes pouvant compter plusieurs centaines de têtes. La race n'est présente qu'au Kazakhstan, seul pays à pratiquer l'élevage du cheval en grand troupeaux en semi-liberté.

## Histoire
La race est issue de croisements volontaires entre des juments kazakhes et des étalons Jabe. Elle est sélectionnée sur sa productivité.

## Description
C'est une race à viande, pesant de 440 à 490 kg. Elle est réputée pour sa haute productivité en lait et en viande. Elle s'adapte très bien à un système d'élevage extensif à l'année. Les femelles présentent une très bonne fertilité, de 90 à 95 %.
Une étude publiée en 2002 a porté sur la productivité laitière des femelles et le rendement en viande des jeunes chevaux en élevage extensif, dans les fermes du district de Kzyloginsk, dans la région d'Atyraou. Les poulains sont présumés grossir plus vite grâce à leurs conditions de pâturage libre avec leurs mères, et leur non-utilisation pour le travail.

## Utilisations
L'élevage extensif de chevaux à viande est une particularité propre au Kazakhstan, s'agissant du seul pays qui sélectionne des races telles que le Kushum, le Mugalzhar et le Kabin.

## Diffusion de l'élevage

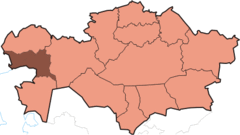
Localisation de la province d'Atyrau, où ont été menées des études sur la race.

La race n'est répertoriée qu'au Kazakhstan. L'étude menée par l'Université d'Uppsala pour la FAO et publiée en août 2010 signale le Mugalzhar comme une race locale dont le niveau de menace est inconnu.
Du fait de son élevage en tabounes, les troupeaux peuvent être très vastes, et compter plusieurs centaines de têtes. Il arrive que, dans le cadre d'une tradition, des chevaux soient volés à leurs propriétaires, comme ce fut le cas pour une centaine de sujets de la race d'après un article du National Geographic paru en janvier 2016.